# Re di Cappadocia
Lista dei re della Cappadocia, antico regno nell'Anatolia centrale.

## Satrapi datamidi di Cappadocia, ca. 380-331 a.C.
- Datame ca. 380-362 a.C.
- Ariamne 362-350 a.C.
- Ariarate I 350-331 a.C.

## Re ariaratidi di Cappadocia, 331 a.C. - 17 d.C.
- Ariarate I 331-322 a.C.
- Ariarate II 301-280 a.C.
- Ariamne II 280-230 a.C.
- Ariarate III 255-220 a.C.
- Ariarate IV 220-163 a.C.
- Ariarate V Filopatore 163-130 a.C.
- Oroferne 157 a.C.
- Ariarate VI Epifane Filopatore 130-116 a.C.
- Ariarate VII Filometore 116-101 a.C.
- Ariarate VIII 101-96 a.C.
- Ariarate IX ca. 95 a.C.
- Ariobarzane I Filoromano 95-ca. 63 a.C.
- Ariobarzane II Filopatore ca. 63-51 a.C.
- Ariobarzane III Eusebio Filoromano 51-42 a.C.
- Ariarate X Eusebio Filadelfo 42-36 a.C.
- Archelao 36 a.C.-17 d.C.